# Xantusia jaycolei
Xantusia jaycolei (нічна ящірка Коула) — вид сцинкоподібних ящірок родини нічних ящірок (Xantusiidae). Ендемік Мексики. Вид названий на честь американського біолога Чарльза Генрі Гілберта.

## Поширення і екологія
Нічні ящірки Коула відомі за типовим зразком, зібраним поблизу гирла річки Сан-Ігнасіо в штаті Сонора.